# Bruno Felipe Souza da Silva
Bruno Felipe Souza da Silva, znany jako Bruno (ur. 26 maja 1994 w São Paulo) – brazylijski piłkarz występujący na pozycji skrzydłowego.

## Sukcesy

### Klubowe
Olympiakos SFP
- Mistrz Grecji: 2019/2020
- Zdobywca Pucharu Grecji: 2019/2010